# HD 185269
HD 185269 — звезда, которая находится в созвездии Лебедя на расстоянии около 155 световых лет от нас. Вокруг звезды обращается, как минимум, одна планета.

## Характеристики
HD 185269 представляет собой жёлтый субгигант с массой и диаметром, равными 1,28 и 1,88 солнечных соответственно. Температура поверхности звезды достигает 5980 кельвинов.

## Планетная система
В 2006 году группой астрономов из консорциума N2K во главе с Деброй Фишер было объявлено об открытии планеты HD 185269 b в системе. Это газовый гигант с массой, равной 0,94 массы Юпитера. Она обращается очень близко к родительской звезде — на расстоянии 0,077 а. е., поэтому её причисляют к классу горячих юпитеров. Полный оборот вокруг звезды планета совершает всего лишь за 6,8 суток.